# Bernát Mihály
Bernátfalvai Bernát Mihály (? – 1821) ügyész, festőművész, vegyész.
Heves vármegyének tiszteletbeli alügyésze, festő, vegyész és mechanikus volt; teljes életét a tudománynak és művészetnek szentelte; szép könyvtárral és geológiai gyűjteménnyel bírt. Lavotta Jánossal barátságban élvén, megírta a művész életét: 
A hires virtuosus s diletant Lavotta János életének leirása leginkább téli szabad óráinak kidolgozta… Tisza-Füred mezővárosában 1818. április 22. címmel. (Az eredeti kézirat megvan az Országos Széchényi Könyvtár kézirattárában. Ezen életiratban azt is kiszámította, hogy Lavotta János életében 83,444 iccze bort, 3474 icce silvoriumot, összesen 22,250 forint 54 korona váltó értékben ivott meg.) A kéziratot fia fölhasználta Lavotta élete (Pest, 1857.) című munkájában.